# ASPTT Montpellier (volley-ball féminin)
L'ASPTT Montpellier est un club omnisports montpelliérain fondé en 1931. Sa section volley-ball, créée en 1941, a fusionné avec le Lattes VAC (sous le nom de Lattes ASPTT Montpellier VAC) et évolue pour la saison 2012-2013 en Nationale 1 (3e niveau national).

## Présentation
Sa section de volley-ball féminin remporte 7 titres de champion de France entre 1970 et 1977.

## Historique

### ASPTT Montpellier
- 1931 : Création du club omnisports
- 1941 : Création de la section volley-ball[1]
- 1953 : Le club féminin atteint pour la première fois le plus haut niveau national
- 1970 : 1er titre de champion de France
- 1982 : Le club descend en Nationale 2 (2e niveau de l'époque)
- 1997 : L'équipe cadette est championne de France
- 2006 : Fusion avec le Lattes VAC

### Lattes VAC
- 1981 : Création de la section volley du Foyer Rural de Lattes
- 1989 : Le club devient le Lattes Volley-Ball
- 2000 : Fusion avec l'Athlétic Club de Saint-Jean-de-Védas ; le club devient Lattes Volley Athlétic Club
- 2001 : Le club est champion de France de Nationale 2
- 2006 : Fusion avec l'ASPTT Montpellier

## Palmarès
- Championnat de France (7)
  - Champion : 1970, 1971, 1972, 1973, 1974, 1975, 1977
  - Finaliste : 1976, 1978, 1979

## Bilan saison par saison
| Saison              | Division | Rang           | Coupe de France | Coupe d'Europe                 |
| ------------------- | -------- | -------------- | --------------- | ------------------------------ |
| 1969/1970           | N1       | 1er (Champion) | -               | -                              |
| 1970/1971           | N1       | 1er (Champion) | -               | Coupe des Clubs Champions      |
| 1971/1972           | N1       | 1er (Champion) | -               | Coupe des Clubs Champions      |
| 1972/1973           | N1       | 1er (Champion) | -               | Coupe des Clubs Champion       |
| 1973/1974           | N1       | 1er (Champion) | -               | Coupe des Clubs Champions      |
| 1974/1975           | N1       | 1er (Champion) | -               | Coupe des Clubs Champions      |
| 1975/1976           | N1       | 2e             | -               | Coupe des Clubs Champions      |
| 1976/1977           | N1       | 1er (Champion) | -               | Coupe des Vainqueurs de Coupes |
| 1977/1978           | N1       | 2e             | -               | Coupe des Clubs Champions      |
| 1978/1979           | N1       | 2e             | -               | Coupe des Vainqueurs de Coupes |
| 1979/1980           | N1       | 4e             | -               | Coupe des Vainqueurs de Coupes |
| 1980/1981           | N1       | 5e             | -               | -                              |
| 1981/1982           | N1       | 8e (relégué)   | -               | -                              |
| 1982/1983           | N2       | -              | ?               | -                              |
| Saisons 1994 à 2008 | ?        | ?              | ?               | -                              |
| 2008/2009           | N2       | ? (promu)      | ?               | -                              |
| 2009/2010           | N1       | 10e (relégué)  | ?               | -                              |
| 2010/2011           | N2       | ?              | ?               | -                              |
| 2011/2012           | N2       | 1er (promu)    | ?               | -                              |
| 2012/2013           | N1       | -              | ?               | -                              |